# Wilhelm Semmelroth
Wilhelm Semmelroth (4 de mayo de 1914 - 1 de julio de 1992) fue un director, productor y guionista televisivo alemán.

## Biografía
Nacido en Bitburgo, Alemania, Wilhelm Semmelroth creció en Bonn y estudió en Colonia y Berlín. En 1945/1946 trabajó para la sección alemana de la BBC en Londres, siendo después director en la emisora Nordwestdeutscher Rundfunk en Colonia. En 1949 fue director de la sección de radioteatro de la emisora. Pasó a la televisión en 1960, siendo uno de los directores de programación de Westdeutscher Rundfunk Köln. Allí produjo la serie criminal sobre Rex Stout Zu viele Köche (1960, con Heinz Klevenow y Joachim Fuchsberger) y las producciones basadas en historias de Francis Durbridge Tim Frazer (1963) y Tim Frazer und der Fall Salinger (1964), ambas con Max Eckard y Konrad Georg. Otra de sus producciones fue Die Schlüssel (1964, con Harald Leipnitz y Albert Lieven). En otra producción basada en historias de Durbridge, Das Messer (1971, con Hardy Krüger) fue actor con el papel de Dr. Hamilton. 
Ese mismo año empezó a dirigir adaptaciones de clásicos del género criminal en colaboración con el escritor y guionista Herbert Asmodi. Los tres primeros programas se basaron en textos de Wilkie Collins, adaptando después dos clásicos de Émile Gaboriau. Fueron producciones en varios episodios que obtuvieron un gran éxito de audiencia, y en las cuales trabajaban actores como Heidelinde Weis, Christoph Bantzer, Pinkas Braun, Eric Pohlmann, Theo Lingen, Siegfried Lowitz, Paul Dahlke, Dieter Borsche, Hans Caninenberg, Walter Jokisch, Susanne Uhlen, René Deltgen, Ellen Schwiers o Helmut Käutner, entre otros.
De manera similar a la costumbre de Alfred Hitchcock, Semmelroth tenía una pequeña actuación en casi todas sus películas. En sus adaptaciones del género criminal colaboró con el compositor Hans Jönsson, y en la mayoría de sus películas aparecía su compañera Jutta Kammann.
Wilhelm Semmelroth falleció en Múnich, Alemania, en el año 1992.

## Filmografía (selección)

### Director
- 1961 : Schiffer im Strom (miniserie TV), con Harald Dornseiff
- 1964 : Helle Nächte (telefilm), con Wolfgang Forester
- 1967 : Die Nibelungen (serie TV), con Gerd Keil, Hans Caninenberg y Antje Weisgerber, 2 episodios
- 1968 : Immer nur Mordgeschichten (telefilm), con Krista Keller y Sieghardt Rupp
- 1969 : Der Vetter Basilio (telefilm), con Diana Körner
- 1970 : Tod nach Mitternacht (telefilm), con Herbert Tiede y Horst Niendorf
- 1971: Die Frau in Weiß (miniserie TV), con Heidelinde Weis, 3 episodios
- 1972 : Der rote Schal (miniserie TV), con Ellen Schwiers, 3 episodios
- 1973 : Der Monddiamant (miniserie TV), con Theo Lingen, 2 episodios
- 1974 : Der Strick um den Hals (miniserie TV), con Dieter Borsche, 3 episodios
- 1976 : Die Affäre Lerouge (miniserie TV), con René Deltgen, 2 episodios
- 1977 : Onkel Silas (serie TV), con Hannes Messemer, 2 episodios
- 1978 : Lady Audleys Geheimnis (miniserie TV), con Susanne Uhlen, 2 episodios
- 1979 : Lucilla (serie TV), con Ellen Schwiers, Gertraud Jesserer y Gerd Böckmann, 2 episodios
- 1960 : Der Tod im Apfelbaum (telefilm), con Carl Wery,  Richard Münch, Wolfgang Büttner y Manfred Kunst

### Productor
- 1959 : Peterchens Mondfahrt (telefilm), con Cora Freifrau von dem Bottlenberg, dirección de Gerhard F. Hering
- 1960 : Zu viele Köche (serie TV), con Joachim Fuchsberger, 5 episodios, dirección de Kurt Wilhelm
- 1963 : Tim Frazer (serie TV), con Max Eckard y Konrad Georg, episodios, dirección de Hans Quest
- 1965 : Die Schlüssel (miniserie TV), con Harald Leipnitz y Albert Lieven 3 episodios, dirección de Paul May
- 1965: Verhör am Nachmittag (telefilm), con Anaid Iplicjan y Hans Nielsen, dirección de Walter Davy

### Actor
- 1971: Das Messer (miniserie TV), con Hardy Krüger, 3 episodios, dirección de Rolf von Sydow